# Famiglia Eos
La famiglia Eos è una famiglia di asteroidi molto popolosa della fascia principale esterna.
Il prototipo della famiglia è l'asteroide 221 Eos, si crede che la famiglia sia il risultato di un'antica collisione catastrofica.
I membri attualmente noti della famiglia sono circa 480. 
Hanno semiassi maggiori compresi tra 2,99 e 3,03 unità astronomiche, eccentricità tra 0,01 e 0,13 e inclinazione tra 8° e 12°